# Cratere Gwynn
Gwynn  è un cratere sulla superficie di Venere. Deve il suo nome all'attrice teatrale inglese Nell Gwyn.